# لیونل داویدسون
لیونل دیویدسون (انگلیسی: Lionel Davidson؛ ۳۱ مارس ۱۹۲۲ – ۲۱ اکتبر ۲۰۰۹) یک نویسنده، رمان‌نویس، و ملوان اهل بریتانیا بود.
لیونل دیویدسون در سال ۱۹۲۲ در هال، یورکشایر، متولد شد. وی یکی از نه فرزند یک خیاط یهودی مهاجر بود.

## آثار و جوایز

### رمان
- شب ونسسلاس برنده جایزه خنجر طلا - ۱۹۶۰
- رز از تبت - ۱۹۶۲
- یک راه طولانی برای شیلوه  (عنوان آمریکایی: شمعدان خانه مردان) (جایزه خنجر طلا) - ۱۹۶۶
- ساخت خوب دوباره - ۱۹۶۸
- غزال اسمیت - ۱۹۷۱
- خورشید شیمی - ۱۹۷۶
- قتل چلسی(عنوان آمریکایی: بازی قتل) (جایزه خنجر طلا) - ۱۹۷۸
- زیر دریاچه آلو - ۱۹۸۰ (رمان کودکان)
- ارتفاعات کلیمسکای - ۱۹۹۴

### کتاب‌های منتشر شده با نام «دیوید لاین»
- سرباز و من (عنوان آمریکایی:  اجرا برای زندگی شما) - ۱۹۶۵
- مایک و من - ۱۹۷۴. اطلاعات بیشتر www.LionelDavidson.com/mike.html
- فریاد بلند - ۱۹۸۵.

### داستان‌های کوتاه
- به بازماندگان توجه داشته باشید - برای اولین بار در مجله راز آلفرد هیچکاک منتشر شد. مه ۱۹۵۸
- من کجا می‌روم؟ هیچ جایی - برای اولین بار در Suspense در لندن منتشر شد. فوریه ۱۹۶۱
- ترفند طناب هندی  - برای اولین بار در شماره Winter's Crimes 13 در لندن منتشر شد. مک میلان ۱۹۸۱؛ تجدید چاپ در  لذت مرموز  لندن: کوچک، قهوه‌ای ۲۰۰۳
- آیا من ساکن هستم  - برای اولین بار در شماره Winter's Crimes 16 در لندن منتشر شد. مک میلان ۱۹۸۴
- کودک روز سه شنبه - برای اولین بار در The Verdict of Us All منتشر شد. کریپن و لندرو ۲۰۰۶